# Яшкова, Наталья Фроловна
Наталья Фроловна Яшкова (16 ноября 1930 — 24 мая 2019) — доярка колхоза «Путь к коммунизму» Венгеровского района Новосибирской области. Герой Социалистического Труда (1966).

## Биография
Родилась Наталья Фроловна 16 ноября 1930 года в деревне Журавлёвка Спасского района Новосибирской области. Когда началась Великая Отечественная война, Наталья Яшкова не успела окончить четвёртый класс начальной школы, работала с одиннадцати лет, сначала помогала маме доить коров, немного позже доила уже самостоятельно. В 1949 году её старшая сестра отдала ей свою группу коров и за год Наталья Фроловна улучшила показатели по продуктивности коров своей группы, была победителем в социалистических соревнованиях.
За высокие результаты в увеличении производства заготовок мяса, молока и других продуктов сельского хозяйства и проявленную трудовую доблесть Наталья Фроловна Яшкова была удостоена в 1966 году звания Героя Социалистического Труда с вручением ордена Ленина и золотой медали «Серп и Молот».
С 1967 года и до ухода на пенсию она руководила животноводческой бригадой. Наталья Фроловна была всегда образцом самоотверженного труда, не только её бригада была передовой, но и ферма, на которой она работала, многие годы была передовой в районе и области.
Наталья Фроловна Яшкова — член КПСС, член бюро первичной организации КПСС, депутат Мининского сельского Совета, депутат Новосибирского областного Совета депутатов, делегатом XXIV съезда КПСС, III съезда колхозников, XVII съезда профсоюзов.
После выхода на пенсию Наталья Фроловна жила в селе Минино Венгеровского района, затем уехала жить к дочери в Татарский район Новосибирской области.
Умерла Наталья Фроловна 24 мая 2019 года.

## Награды
- Герой Социалистического Труда (22.03.1966);
- Ордена Ленина (22.03.1966);
- медали.